# Læsø Vestkyst
Læsø Vestkyst er en fredet kyststrækning fra  Vesterø Havn mod nordøst, til Stokken i sydvest på den nordvestlige del af  Læsø. 

## Landskabet og dets oprindelse
Landskabet mellem Strandvejen og Kattegat præsenterer sig først som lynghede for længere sydpå at gå over i græsningsenge med tydelige lyngklædte strandvolde og udstrakte strandenge. 
Den fredede kyststrækning  er som resten af Læsø dukket op af havet efter istidens afslutning. Det er sket ved en kraftig landhævning efterfulgt af bølgestrømmenes aflejring af sand og grus. Det meste af området er derfor ret fladt, med undtagelse af klitdannelser tættest på Vesterø. Kysten bliver mere lavvandet, jo længere sydpå man kommer. Området er som helhed meget varieret, med 
naturtyper som strand, klitter, stenlejer, hede, hedemose, græssletter, søer, kratbevoksning og strandenge. 
Den nordlige del af det fredede område domineres af fin klithede. Efterhånden som man bevæger sig sydpå, bliver det alt tydeligere, at her dannes der nyt land. Stednavnene Sønder- og Vester Nyland har absolut deres berettigelse. I landskabet aftegner sig et stort antal strandvolde, adskilt af brede og langstrakte lavninger, kaldet dopper. I den største af dem ligger en gammel lagunesø, der hedder Kirkefloden. På størstedelen af strækningen er strandvoldene parallelle med Strandvejen; men på det sidste stykke ned mod Stokken ændrer de kurs og drejer omkring øens sydvestligste hjørne.

## Stokken
Adskilt fra Læsø af en smal stribe vand ligger Stokken, som er en smal og 4 km lang barriereø. Mod nordvest sættes fra tid til anden nye ”håndtag” på stokken i form af krumodder. Man kan de fleste dage vade over til Stokken.

## Plantelivet
På klitheden dominerer hedelyng og revling, med islæt af krybende pil og smalbladet høgeurt. Grå, lavbevoksede klitter blander sig også ind i lyngsletterne.
Sydpå fortsætter lynghedevegetationen, men nu mest på de tørre strandvolde. På de lavere og fugtigere doppe-strækninger har vegetationen strandengspræg. Artsantallet er meget større her, og specielt på overgangen mellem rimme (strandvoldene) og doppe er der en spændende flora. Her kan findes djævelsbid, tusindgylden og plettet gøgeurt. Op mod det tørre kommer overdrevsarter som harekløver, gul snerre, håret høgeurt og vellugtende gulaks; på den fugtige, salte bund finder vi strandtrehage, strandasters, sandkryb og den smukke lilla tætblomstret hindebæger. Sidstnævnte er en meget karakteristisk plante for Læsøs strandenge. Endelig gror de åbne vandflader med tiden til i rørsump, bestående af strandkogleaks, blågrøn kogleaks eller tagrør.
Hist og her kan man finde strandmalurt, bakkegøgelilje, mosetroldurt samt de insektædende arter vibefedt, rundbladet soldug og blærerod. En stor del af de sydlige dopper er dækket af mosepors.

## Dyrelivet
Fuglelivet, ikke mindst vadefuglene, har optimale betingelser på de udstrakte strandengsarealer med vekslende fugtighed, fra åbent vandspejl over fugtig eng til tørt overdrev. Vibe, rødben og strandskade er almindelige overalt. Mere fåtalligt ses storspove og klyde. Hættemåger og stære optræder talrigt, og desuden møder man arter som havterne, dværgterne, knopsvane, blishøne, gøg og sanglærke . Er man heldig, ses rørhøg fouragerende i dopperne.
Mange steder er strandengen oversået med buler. Det er  gul engmyres tuer, som især kendes fra Rønnerne på det sydlige Læsø.

## Fredningen
Arealerne langs Læsøs vestkyst mellem kysten og Strandvejen,  i alt ca. 160 hektar, blev fredet i 1966,
Formålet med fredningen er at bevare landskabet åbent og tilgængeligt for offentligheden samt at sikre de fine udsigtsforhold. Man ønskede at undgå en forøgelse af det sommerhusbyggeri, som allerede var begyndt at tage fart. 
Fredningen er en tilstandsfredning, som skal sikre området mod ændringer i anvendelsen, herunder bebyggelse og beplantning. Almenheden har fri adgang til hele området; dog er der af hensyn til fuglelivet ikke adgang til Kirkefloden, Stokkens vestende og holmene syd for Stokken i perioden fra 15/4 til 15/7.
Størstedelen af området er omfattet af EF-fuglebeskyttelsesområde nr. 10: Læsø, sydlige del samt Natura 2000-område nr. 9 Strandenge på Læsø og havet syd herfor.